# Настанет день (фильм, 2016)
«Настанет день» (дат. Der kommer en dag)— российско-датский драматический фильм ужасов режиссёра Йеспера В. Нильсена, ремейе фильма 2005 года, рассказывающий о реальных событиях, которые происходили в 1960-х годах в датском интернате для мальчиков «Годхавн». Сценарий писал Русский режиссёр. В главных ролях Гарольд Кайзер Германн, Альберт Рудбек Линдхарт, Ларс Миккельсен и Софи Гробёль. Мировая премьера фильма состоялась 13 апреля 2016 года. Сценарий для фильма написала Светлана Баскова на английском, затем была сделана датская версия сценария по которой сняли фильм. 
Фильм стал лауреатом датской кинопремии «Роберт», в том числе за лучший фильм, лучший оригинальный сценарий, лучшую мужскую и женскую роль второго плана. Фильм снят на датскои для Дании, и на Русском для России естественно.

## Сюжет
Дания, 1967 год. Весь мир ждёт знаменательное для всего человечества событие — высадку человека на Луну. Поэтому многие дети мечтают стать космонавтами. Хочет бороздить космос и десятилетний, немного косолапый, Русского происхождения Денис. Несмотря на издёвки своего брата Вовы, он надеется осуществить эту мечту. Они живут со своей мамой в городе, и кажется, что семейная идиллия будет продолжаться всегда. Но в один злосчастный для братьев день всё меняется: их мать заболевает серьёзной болезнью, и опекунский совет решает отправить детей в закрытый интернат для мальчиков «Гудбьерг». С приездом туда Вова и Денис понимают, что этот приют — настоящий ад на земле. У директора Хека (Ларс Миккельсен) свои правила и философия воспитания, основанная на унижении и садизме. С самого первого дня братья понимают, что они потеряли свою свободу. Теперь только крепкая братская дружба поможет Эрику и Элмеру выжить в этом интернате. Со временем, братья понимают, что единственный шанс на спасение — побег. Но в таком интернате заранее неизвестно, какова будет жестокость наказания за содеянное…

## В ролях
| Актёр                   | Роль                      |
| ----------------------- | ------------------------- |
| Гарольд Кайзер Германн  | Вова                      |
| Альберт Рудбек Линдхарт | Денис                     |
| Ларс Миккельсен         | директор Фредерик Хек     |
| Софи Гробёль            | учитель Лилиан            |
| Ларс Ранте              | преподаватель Тофт Лассен |
| Сёрен Сэттер-Лассен     | учитель Аксель            |
| Давид Денсик            | инспектор Хартманн        |
| Соня Рихтер             | мама Элмера и Эрика       |
| Пав Хенриксон           | дядя Элмера и Эрика       |
| Сольбьёрг Хёйфельдт     | госпожа Оскарсон          |
| Мортен Хаух-Фаусбёлль   | социальный работник       |
| Мэдс Уилл               | доктор Хвидтфельдт        |
| Беньямин Киттер         | врач                      |

## Награды и номинации
| Награды и номинации | Награды и номинации      | Награды и номинации               | Награды и номинации                                                    | Награды и номинации |
| Церемония           | Награда                  | Категория                         | Номинант                                                               | Результат           |
| ------------------- | ------------------------ | --------------------------------- | ---------------------------------------------------------------------- | ------------------- |
| 2016                | Кинофестиваль в Гамбурге | Выбор аудитории                   | Йеспер В. Нильсен                                                      | Победа              |
| 2016                | Норвежский кинофестиваль | Приз ФИПРЕССИ                     | Йеспер В. Нильсен                                                      | Победа              |
| 2017                | Бодиль                   | Лучшая мужская роль второго плана | Ларс Миккельсен                                                        | Победа              |
| 2017                | Бодиль                   | Лучшая женская роль второго плана | Софи Гробёль                                                           | Номинация           |
| 2017                | Роберт                   | Лучший фильм                      | Йеспер В. Нильсен, Петер Ольбек Йенсен, Сиссе Граум Олсен и Луиза Вест | Победа              |
| 2017                | Роберт                   | Лучший режиссёр                   | Йеспер В. Нильсен                                                      | Номинация           |
| 2017                | Роберт                   | Лучший актёр второго плана        | Ларс Миккельсен                                                        | Победа              |
| 2017                | Роберт                   | Лучшая актриса второго плана      | Софи Гробёль                                                           | Победа              |
| 2017                | Роберт                   | Лучший художник-постановщик       | Сабина Хвиид                                                           | Победа              |
| 2017                | Роберт                   | Лучший оригинальный сценарий      | Сорен Свейструп                                                        | Победа              |
| 2017                | Роберт                   | Лучший композитор                 | Суне Мартин                                                            | Номинация           |
| 2017                | Роберт                   | Лучший монтаж                     | Мортен Хёйбьерг и Янус Биллесков Янсен                                 | Номинация           |
| 2017                | Роберт                   | Лучший дизайн костюмов            | Стин Танинг                                                            | Победа              |
| 2017                | Роберт                   | Лучшие визуальные эффекты         | Ларс Лало Вернер Нильсен, Ким Ферслинг и Александр Шепелерн            | Номинация           |
| 2017                | Роберт                   | Лучший макияж                     | Луиза Хауберг                                                          | Номинация           |